# Ferdinand Löber
Ferdinand Löber (* 31. Januar 1897 in Driedorf; † 15. April 1981 in Groß-Gerau) war ein deutscher Bildender Künstler und Kunsterzieher.

## Leben
Als 19-Jähriger nahm Löber von 1916 bis 1918 am Ersten Weltkrieg teil und war als Infanterist in Verdun eingesetzt. 
Von 1918 bis 1921 besuchte er die Kunstakademie Düsseldorf und studierte anschließend bis 1924 an der Städelschule in Frankfurt am Main, wo er u. a. Schüler von Johann Vincenz Cissarz war, in dessen Meisterklasse er auch sein Studium abschloss. Ab 1924 arbeitete er als Bühnenbildner an Theatern in Frankfurt am Main, in Meiningen (Thüringen) und Brieg (Schlesien).
Im Zweiten Weltkrieg war Löber von 1939 bis 1944 in Pitești (Rumänien) und an der Ostfront gegen die Sowjetunion eingesetzt und wurde mit dem Eisernen Kreuz 1. und 2. Klasse ausgezeichnet. 1944 wurde er gefangen genommen und war bis 1948 Kriegsgefangener in Sibirien. 
Nach seiner Rückkehr 1948 arbeitete er als freischaffender Künstler in Worfelden (Hessen). Er war Mitglied der Künstlervereinigung Frankfurt am Main. Von 1963 bis 1973 war er als Kunsterzieher an der Odenwaldschule tätig.
Ferdinand Löber erhielt diverse öffentliche Aufträge, wie ein Mosaik an der Glasfachschule in Hadamar (Limburg). Er war an verschiedenen Ausstellungen in Darmstadt, Frankfurt am Main und Nauheim beteiligt. Viele Ausstellungen wurden von der Galerie Groth durchgeführt. 